# Mashhadi Sara
Mashhadi Sara (em persa: مشهدي سرا, também romanizada como Mashhadī Sarā; também conhecida como Mashhad Sar e Mashhad Sarā) é uma aldeia do distrito rural de Langarud, no condado de Abbasabad, da província de Mazandaran, Irã.
No censo de 2006, sua população era de 331 habitantes, em 101 famílias.